# Yuki Yamazaki
Yuki Yamazaki (山崎 侑輝 Yamazaki Yuki?), född 21 april 1990 i Tokyo prefektur, är en japansk före detta fotbollsspelare.

## Karriär
Yamazaki började sin karriär 2012 i Roasso Kumamoto. Efter Roasso Kumamoto spelade han för Renofa Yamaguchi FC och Tochigi Uva FC. Han avslutade karriären 2015.